# Археология медиа
Медиа-археология — раздел науки, использующий специфичные методы изучения медиа через призму исторического развития. На точное определение термина существуют различные точки зрения.
Сущностное предназначении данной дисциплины усматривается в возможности прогнозирования будущего на основе исторического опыта. Это в частности отмечает кандидат философских наук Степанов М.А. По его мнению, практическое применение археологии медиа состоит в выискивание среди «информационного мусора» из прошлого «форм и тактик различного видения будущего». Предметом медиа-археологии согласно определению антологии «Медиаархеология: подходы, применение, значение»: «археология медиа — это „номадическая“ дисциплина, и это позволяет ей с легкостью перемещаться по всему ландшафту гуманитарных и социальных наук, захватывая также и территорию искусства».

## История понятия
Зарождения данной дисциплины и артикуляция её сущностным назначением принято связывать с работами Фридриха Китлера в период второй половины 20 века. В частности с его докторской диссертацией «Системы письма», где впервые актуализируется вопрос когеретности качественных свойств технических носителей на литературу 19 века, а также особенности письма и связанных с этим практик. В дальнейшем, его работы развивают эти положения. «Граммофон, фильм, пишущая машинка» посвящена непосредственно техническим особенностям влияющим на развития медиа технологий. Экспоненциальный рост технологических достижений человечества, трансформация визуальной среды вызвал рост интереса исследователей к области медиа в целом. Вместе с этим дальнейшее развития археология медиа получила в работах З. Цилински, Э. Хухтамо в конце 20 века.
Так же необходимо отметить значительное влияние работ одного из величайших мыслителей 20 века Мишеля Фуко. Научное осмысление его фундаментального проекта «археология знания» позволило детальнее разделить археологию медиа по критериям формы и содержания, сформировав автономные способы изучения проблематики.
Для англо-американских исследователей на первый план представилось более рациональным выдвинуть социо-культурную составляющую, наряду с разработкой роли дискурсов в культуре. С другой стороны, немецкие ученые обратили внимание на форму медиа, его технические особенности и иные материальные условия «Знаменитая фраза Маклюэна — „медиум это сообщение“ распалась на две составляющие: анализ самого носителя и сообщения.»
В начале 21 века наблюдается тенденция к кристаллизации археологии медиа среди других наук. Это подтверждается растущим числом научных работ по этой тематике, расширением понятийного аппарата и привлечение все большего числа исследователей.

## Обсуждения
В современной науке отсутствует единое устоявшееся мнение касательно сущностного наполнения термина медиа-археология. Так Эркки Хухтамо дает следующее определение: «Археология медиа — это взгляд на медиакультуру не только через призму прошлого, настоящего и будущего, но во взаимосвязи всех времен. Это способ связать воедино все эти временные пласты и объяснить их друг через друга.» Также важно отметить, что он склонен расширительно толковать значение термина — включая в него, например этические вопросы, в частности личное пространство, в область компетенции археологии медиа. В аргументацию приводится позиция о наличие определённых закономерностей в сфере развития медиа технологий и их цикличности. Юсси Париккая дает несколько отличное определение: «[границы термина] открыты и „дисциплина“ подпитывается активным взаимодействием различных полей, как исследования кино и культурология, техники культуры и теория архивов, история искусств, находящихся под влиянием естественнонаучных дисциплин, каждое из которых дает особое понимание медиа археологии как критического метода».
Кроме того, важно понимать условность разделения и дихотомичных подходов к осмыслению археологии медиа. Так например, точку зрения немецких исследователей можно подвергнуть критике с точки зрения материалистического детерминизма. Наиболее актуальной проблемой является исследование научной методологии медиа археологии. Так ряд исследователей, в частности Зигфрид Цилински выступает за «анархические» традиции медиа археологии, отказываясь от признания и принятие сущностных вопросов, касающихся различных способов исследования присущих науке и их методологических ограничений. Выступающие за единое методологически выверено понятие археологи медиа Эркки Хухтамо и Юсси Парикка, видят в этом проблему и предлагают единый вариант терминологии, выступая с критикой не согласующейся с уже имеющимися работами практики Зигфрида Цилински.

## Явление в западной культуре
В этом направлении работают основные современные представители: Зигфрид Цилински, Эрки Хухтамо, Юсси Парика, Вольфганг Эрнст, а также многие другие ученые, которые могут быть названы медиаархеологами, хотя они никогда не объявляли себя таковыми, как, например, Оливер Грау, специалист по медиаискусству или Александр Гэллоуэй.
Медиа-археология внесла значительный вклад в осмысление подлинности уже существующих культурных явлений. В апреле 2004 года Ф. Киттлер и В. Эрнст, который также является специалистом в области медиа-археологии, возглавляли «звукоархеологическую экспедицию» к островам Ли Галли. Целью экспедиции являлась оценка достоверности рассказа Одиссея о песнях сирен. Были проведены несколько экспериментов с людьми и с техническими аппаратами. Оказалось, что согласные вообще не могли быть слышны даже при тихой воде, так что Одиссею, чтобы услышать песню сирен, пришлось бы оставить корабль.
Многие актуальные вопросы современности потребуют в дальнейшем нового анализа со стороны медиа-археологии. Вероятно, под медиа-археологическим углом зрения можно будет рассматривать разные системы контроля, которые используют общества. Например «письмо между строк» может быть осмысленно с совершенно новой точки зрения.